# Radio Metronom
Pour plus de détails, voir Fiche technique et Distribution.
Radio Metronom est un film dramatique franco-roumain réalisé par Alexandru Belc et sorti en 2022.

## Fiche technique
- Titre original : Metronom
- Réalisation : Alexandru Belc
- Scénario : Alexandru Belc
- Musique : Éric Debegue
- Photographie : Tudor Vladimir Panduru
- Montage : Patricia Chelaru
- Décors :
- Costumes : Ioana Covalcic
- Production : Cǎtǎlin Mitulescu et Ruxandra Slotea
  - Coproducteur : Viorel Chesaruâ, Martine Vidalenc et Emmanuel Quillet
- Société de production : Strada Film, Midralgar et Chainsaw Europe
- Société de distribution : Pyramide Distribution
- Pays de production :  France et  Roumanie
- Langue originale : roumain
- Format : couleur — 2,35:1
- Genre : Drame
- Durée : 102 minutes
- Dates de sortie :
  - France : 
    - 24 mai 2022 (Cannes)
    - 4 janvier 2023 (en salles)

  - Canada : 22 septembre 2022 (Grand Sudbury)
  - Belgique : 16 octobre 2022 (Gand)

## Distribution
- Mara Bugarin : Ana
- Şerban Lazarovici : Sorin
- Vlad Ivanov : Biris
- Mihai Călin (ro) : le père d'Ana
- Andreea Bibiri (ro) : la mère d'Ana
- Alina Madalina Berzunteanu : la mère de Sorin
- Mara Vicol : Roxana